# Kerry Katona

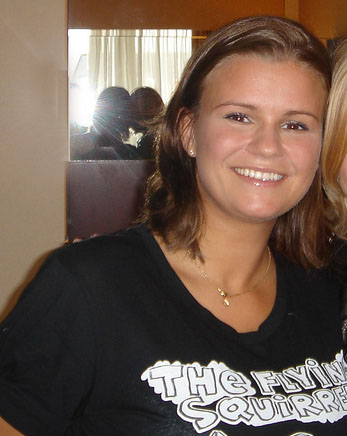
Kerry Katona (2008)

Kerry Jayne Elizabeth Katona (* 6. September 1980 in Warrington, Cheshire) ist eine britische Sängerin und Medienpersönlichkeit. Sie ist Gründungsmitglied der britischen Pop-Girlgroup Atomic Kitten.

## Leben
Kerry Katona wurde teilweise von ihrer Mutter Sue Katona und ihrem Stiefvater erzogen, aber auch von einer Pflegegroßmutter und anderen Leuten. Als Kind wurde sie von vier verschiedenen Pflegeeltern aufgezogen. Während dieser Zeit besuchte sie acht verschiedene Schulen. Katona verließ mit 16 Jahren ohne einen Abschluss die Schule, um Lap-Dancer zu werden, und wurde Mitglied einer Tanztruppe, die durch Europa reiste.

### Karriere

#### Atomic Kitten
Katona wurde neben Liz McClarnon und Heidi Range als Gründungsmitglied der Girlgroup Atomic Kitten bekannt. 2001 verließ sie die Band jedoch aufgrund ihrer ersten Schwangerschaft und wurde von Jenny Frost ersetzt. Nach der Veröffentlichung des dritten Albums entschlossen sich Natasha Hamilton, Liz McClarnon und Frost 2004 für eine Auszeit. In den Jahren 2005, 2006 und 2008 kam es zu kurzen Wiedervereinigungen bezüglich der Veröffentlichung von Charity-Songs. Anfang 2012 wurden Pläne zu einer Reunion angekündigt, die jedoch wegen der Differenzen zwischen Frost und Katona später wieder verworfen wurden. Schließlich kam es dennoch zur Reunion, als Atomic Kitten in der Anfang 2013 vom britischen Sender ITV2 ausgestrahlten Dokumentation The Big Reunion teilnahm. Die Besetzung brachte jedoch eine Änderung hervor; so war nun abermals Katona statt Frost mit von der Partie. Am 28. März 2013 gab Hamilton bekannt, dass Frost ebenfalls jederzeit für ein Comeback willkommen wäre.
Im November 2017 gab Katona ihren endgültigen Ausstieg aus Atomic Kitten bekannt.

#### Fernsehen
Nach der Hochzeit mit dem ehemaligen Westlife-Mitglied Brian McFadden ging Katona zum Fernsehen und nahm an Sendungen wie Britain’s Sexiest..., Loose Women und elimiDATE teil. Im Februar 2004 gewann Katona die dritte Staffel von I’m a Celebrity…Get Me Out of Here! der britischen Version der Fernsehshow Ich bin ein Star – Holt mich hier raus! und wurde im September 2011 Zweite bei Celebrity Big Brother. Ebenfalls 2011 nahm sie an der sechsten Staffel der Eiskunstlaufshow Dancing on Ice teil.

### Persönliches

#### Brian McFadden (2002–2006)
Am 5. Januar 2002 heiratete Katona das ehemalige Westlife-Mitglied Brian McFadden in Rathfeigh, Irland und nahm dessen Nachnamen an. Sie verbrachten ihre Flitterwochen in Mauritius. Aus dieser Beziehung stammen zwei Töchter, Molly Marie McFadden (* 31. August 2001 in Dublin) und Lilly-Sue McFadden (* 3. Februar 2003 in Dublin).
McFadden und Katona trennten sich im September 2004 und Katona nahm wieder ihren Geburtsnamen an.

#### Mark Croft (2007–2010)
Am 14. Februar 2007 heiratete Katona den Taxifahrer Mark Croft, behielt aber ihren Geburtsnamen. Sechs Tage später, am 20. Februar 2007, kam ihre erste gemeinsame Tochter, Heidi Elizabeth Croft, sechs Wochen vor dem errechneten Geburtstermin, auf die Welt. Am 11. April 2008 kam ihr viertes Kind, Maxwell Mark Croft, zur Welt. 
Nachdem sich das Paar im Frühjahr 2009 das erste Mal trennte, kam es im Februar 2010 zur endgültigen Trennung zwischen Katona und Croft.